# Xanthoparmelia ceresensis
Xanthoparmelia ceresensis är en lavart som beskrevs av Hale. Xanthoparmelia ceresensis ingår i släktet Xanthoparmelia och familjen Parmeliaceae.   Inga underarter finns listade i Catalogue of Life.